# 次元 (数学)

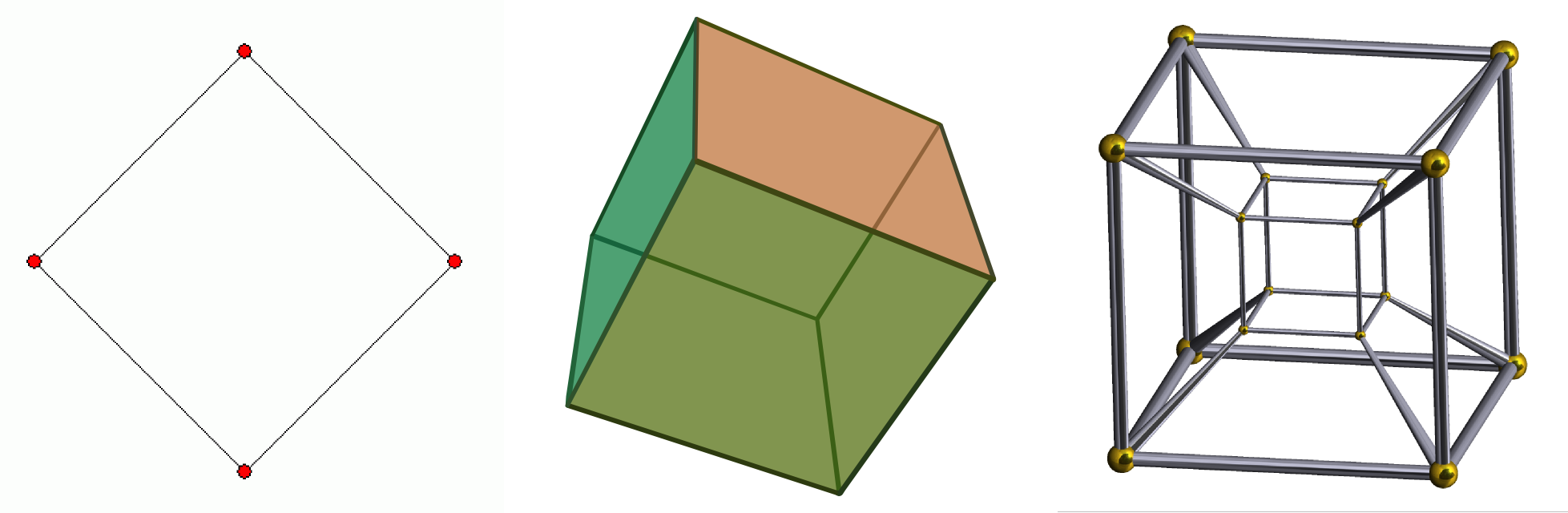
左から、正方形、立方体、正八胞体。正方形の境界は一次元の線分、立方体の境界は二次元の面分、正八胞体の境界は三次元の体分である。

一次元から四次元までの空間次元の模式図

数学における対象（図形）の次元（じげん、英: dimension）は、（やや不正確だが）その対象に属する点を特定するのに必要な座標の数の最小値として定まる。次元はその対象の内在的性質である。しかし、四次元の定義においては不確定である。例えば、平面における単位円上の点は、平面上の点として二つの成分を持つ直交座標系によって特定することもできるけれども、極座標の偏角としての一つの座標のみによっても特定することができるので、単位円は（二次元の平面上に存在するものであるけれども）一次元の対象である。このような内在的な次取り扱いは、日常的な意味で用いられる「次元」とは異なる、数学的な意味での次元の概念を峻別するための根本的な観点である。
n-次元ユークリッド空間 En の次元は n である。このことを別な種類の空間に対して一般化しようとするとき、「En を n-次元たらしめるところのものはいったい何であるか」という問題に直面する。その一つの答えとして、En  における球体を固定し、それを小さい半径 ε の球によって被覆するとき、被覆に必要な小さい球の数のオーダーが ε−n であることが挙げられる。この観点からはミンコフスキー次元あるいはより精緻なハウスドルフ次元の概念が導かれる。しかし、先ほどの問いの別な答えとして、例えば En における球体の境界が局所的に En−1 と見なせることを挙げれば、帰納次元の概念が導かれる。これらの次元の概念は En 上では一致するけれども、もっと一般の空間で考えたときには異なるということが起こりうる。
正八胞体（テッセラクト）は四次元図形の例である。数学と関係ない文脈では「正八胞体は四つの次元を持つ」というような「次元」の語の用例が見られるものの、数学用語としての用法では「正八胞体は次元 4 を持つ」とか「正八胞体の次元は 4 である」といったような表現になる。
高次元の概念自体はルネ・デカルトまで遡れるかもしれないけれども、実質的な高次元幾何学が形成され始めるのは19世紀に入ってから、ケイリー、ハミルトン、シュレーフリ、リーマンらの研究を通じてである。1854年にリーマンの Habilitationsschrift、1852年にシュレーフリの Theorie der vielfachen Kontinuität、1843年にハミルトンの四元数の発見、ケイリー数の構成などによって、高次元幾何学の幕は開かれた。
以下、いくつか数学的に重要な次元の定義を説明する。

## ベクトル空間の次元
ベクトル空間の次元はその空間の基底ベクトルの数（つまり、その空間の任意のベクトルを指定するのに必要な座標の数）である。この基底の濃度としての次元の概念は、他の次元の概念と峻別する目的で、線型次元などとも呼ばれる。

## 多様体の次元
連結な位相多様体とは、局所的に n-次元ユークリッド空間と同相であるような位相空間のことで、n はその多様体の次元と呼ばれる。これが任意の連結位相多様体に対する次元の一意な定義を導くことが示せる。
幾何学的位相幾何学の分野では、一次元や二次元といった比較的初等的な部分における方法論にその特徴があり、次元が n > 4 となる高次元の場合は、考える対象に余計な自由度があることによって、むしろ単純化されてしまう。そして、n = 3 および 4 の場合がある意味で最も難しい。このような状況を示した実例として、一般化されたポワンカレ予想の各次元での解決がある（一般的な解決のために、四種の異なる証明法が用いられた）。

## 代数多様体の次元
代数多様体の次元は様々な同値な方法で定義される。最も直感的な方法はおそらく任意の正則点における接空間の次元であろう。別の直感的な方法は、多様体との交叉が有限個の点（次元0）になってしまうために必要な超平面の個数として、次元を定義することである。この定義は、多様体の超平面との交叉は、超平面が多様体を含まない限り、多様体の次元から 1 下がるという事実に基づいている。
代数的集合は代数多様体の有限個の和集合であるから、その次元はその成分の次元の最大値である。それは与えられた代数的集合の部分多様体の鎖 {\displaystyle V_{0}\subsetneq V_{1}\subsetneq \ldots \subsetneq V_{d}} の最大の長さに等しい（そのような鎖の長さは "{\displaystyle \subsetneq }" の個数である）。
各多様体は代数的スタックと考えることができ、その多様体としての次元はスタックとしての次元と一致する。しかしながら多様体と対応しないスタックもたくさん存在し、これらの中には負の次元を持つものもある。具体的には、V が m 次元多様体で G が V に作用する n 次元の代数群 であれば、商スタック [V/G] の次元は m − n である。

## クルル次元
可換環のクルル次元はその素イデアルの鎖の最大の長さである。長さ n の鎖とは、包含によって並べられた素イデアルの列 {\displaystyle {\mathcal {P}}_{0}\subsetneq {\mathcal {P}}_{1}\subsetneq \ldots \subsetneq {\mathcal {P}}_{n}} である。クルル次元は代数多様体の次元と強く関わっている。部分多様体と多様体上の多項式の環の素イデアルの間には自然な対応があるからである。
体上の多元環に対して、ベクトル空間としての次元が有限であることとクルル次元が 0 であることは同値である。

## 被覆次元
任意の正規空間 X に対し、X のルベーグ被覆次元が n であるとは、n が次の条件を満足する最小の整数であることをいう。
任意の開被覆が、各開集合が n + 1 よりも多くの元を含まないような開細分（すなわち、各開集合がもとの被覆の開集合の部分集合として得られるような別の開被覆）を持つ。
このとき、dim X = n と表す。X が多様体ならば、ここで定義した意味の次元と、既に述べた意味での次元は一致する。また、条件を満たすような整数 n が存在しないならば、X の次元は無限であるといい、dim X = ∞ と書く。さらに、X が −1-次元となることもある（dim X = −1 というのは X が空集合であるという意味である）。この被覆次元の定義は、定義における「開集合」のところを「機能的開集合」("functionally open") に単に取り替えることにより、正規空間から任意のチコノフ空間へ対象のクラスを拡張することができる。

## 帰納次元
次元についての帰納的定義は以下のように与えられる。まず点の離散集合（有限個の点の集まり）の次元は 0 であるものと考える。0-次元の対象をある一定の方向に引きずって、1-次元の対象を得、さらに別な方向へ 1-次元の対象を引き摺って 2-次元の対象を得る。一般に、n-次元の対象を「新たな」方向へ引き摺って (n + 1)-次元の対象を得る。
位相空間の帰納次元は、小さい帰納次元と大きい帰納次元があるが、(n + 1)-次元球体が n-次元の境界を持つことのアナロジーに基づいて、開集合の境界の次元に関する帰納的定義が与えられる。.

## ハウスドルフ次元
複雑な構造を持つ集合、特にフラクタルに対して、ハウスドルフ次元の概念は有効である。ハウスドルフ次元は、ハメル次元が定義できないようなものも含めた任意の距離空間に対して定義することができて、その値は必ずしも整数でない実数となる。同様の考え方に、ボックス次元やミンコフスキー次元などがある。一般に、より特異な集合に対しても整数とは限らない正の実数値を割り当てることができるフラクタル次元の概念が他にも存在する。フラクタルは多くの自然にある物体や自然現象を記述するのに有効なものとして発見された。

## ヒルベルト空間の次元
任意のヒルベルト空間には正規直交基底が存在するが、特に一つの空間上の正規直交基底はどの二つも同じ濃度を持ち、この濃度をヒルベルト空間の次元と呼ぶ。この意味でのヒルベルト空間の次元が有限であることは、この空間における線型次元が有限であることと同値であり、この場合は両次元の概念は一致する。